# Corredor Quebec-Windsor (Via Rail)
El Corredor Quebec-Windsor, también conocido simplemente como el Corredor, es un servicio de trenes de pasajeros de Via Rail en las provincias canadienses de Quebec y Ontario. El área de servicio del Corredor tiene la mayor frecuencia de trenes de pasajeros en Canadá y aporta el 67% de los ingresos de Via.

## Historia
Antes de la formación de Via en 1978, CN Rail operaba sus trenes de pasajeros, con la marca Rapido, en las mismas vías y CP Rail (ahora CPKC) también ofrecía un servicio limitado.

### Propuesta de alta velocidad
Durante la década de 1970 y principios de la de 1980, CN y más tarde Via Rail operaron el Turbo Train en las vías ferroviarias de carga existentes. Este equipo fue reemplazado posteriormente por los conjuntos de trenes Bombardier LRC. A partir de la década de 1980 y durante la década de 1990, Via Rail, Bombardier y los gobiernos provincial y federal estudiaron la viabilidad de establecer una red ferroviaria de pasajeros de alta velocidad dedicada que uniera la ciudad de Quebec-Montreal-Ottawa-Toronto-Windsor similar al TGV francés como un medios para reducir los viajes domésticos por aire y carretera entre estos destinos.
Después de una pausa de diez años, se actualizará un estudio de factibilidad sobre el lanzamiento de un servicio ferroviario de alta velocidad en el Corredor con el costo conjunto del gobierno federal, Ontario y Quebec. El 14 de noviembre de 2011, los tres gobiernos publicaron oficialmente el informe final de un estudio ferroviario de alta velocidad para este corredor.

### Mejoras de 2009-2010
En 2009 y 2010, Via utilizó $300 millones de dólares canadiense, el cual era dinero del gobierno, esto para mejorar segmentos del Corredor. Las mejoras notables en las vías fueron 70 km de la tercera vía principal adicional en cuatro segmentos, y un segmento corto de la cuarta vía principal, así como vías de patio adicionales en tres ubicaciones. Se realizaron mejoras en varias estaciones a lo largo de la línea, con nuevos edificios de estaciones construidos en Belleville y Cobourg, y plataformas adicionales para las estaciones existentes en Brockville y Oshawa. Las mejoras se planificaron para reducir las demoras a lo largo de la ruta y permitir una reducción en el tiempo de viaje de hasta 30 minutos de un extremo a otro. Tenían la intención de permitir que Via introdujera dos nuevos trenes de ida y vuelta desde Toronto a Montreal y Ottawa sin requerir la adquisición de nuevos equipos.

## Servicios

### Tren interurbano
El servicio entre ciudades a lo largo del Corredor se proporciona a través de varias rutas diferentes que conectan las diferentes ciudades servidas por el servicio. No existe una ruta única que recorra todo el corredor desde Windsor hasta la ciudad de Quebec. 

Mapa del corredor.

Via opera una combinación de servicio local y trenes expresos en el Corredor. El área de servicio del Corredor tiene la mayor frecuencia de trenes de pasajeros en Canadá, con 36 trenes Via que atraviesan la ruta diariamente. Alrededor del 67% de los ingresos de Via provienen de las rutas del Corredor.
Los trenes de Via, comienzan y terminan dentro de la región geográfica del Corredor Quebec-Windsor están marcados como parte del servicio del Corredor. Otros trenes desde fuera del Corredor pueden tener su terminal en estaciones del Corredor, como The Canadian y el Ocean, pero se comercializan con sus respectivos nombres de tren y no se consideran servicios del Corredor.
El Maple Leaf, un servicio directo desde Toronto hacia  la de ciudad estadounidense de Nueva York, operado conjuntamente con Amtrak, está tripulado por Via como los trenes 97 y 98 en los horarios de VIA, entre Toronto y Niagara Falls, y también puede considerarse parte de los servicios del Corredor. Es el único servicio ferroviario programado de la línea Corredor de Aldershot a Niagara Falls.

### Tren de cercanías

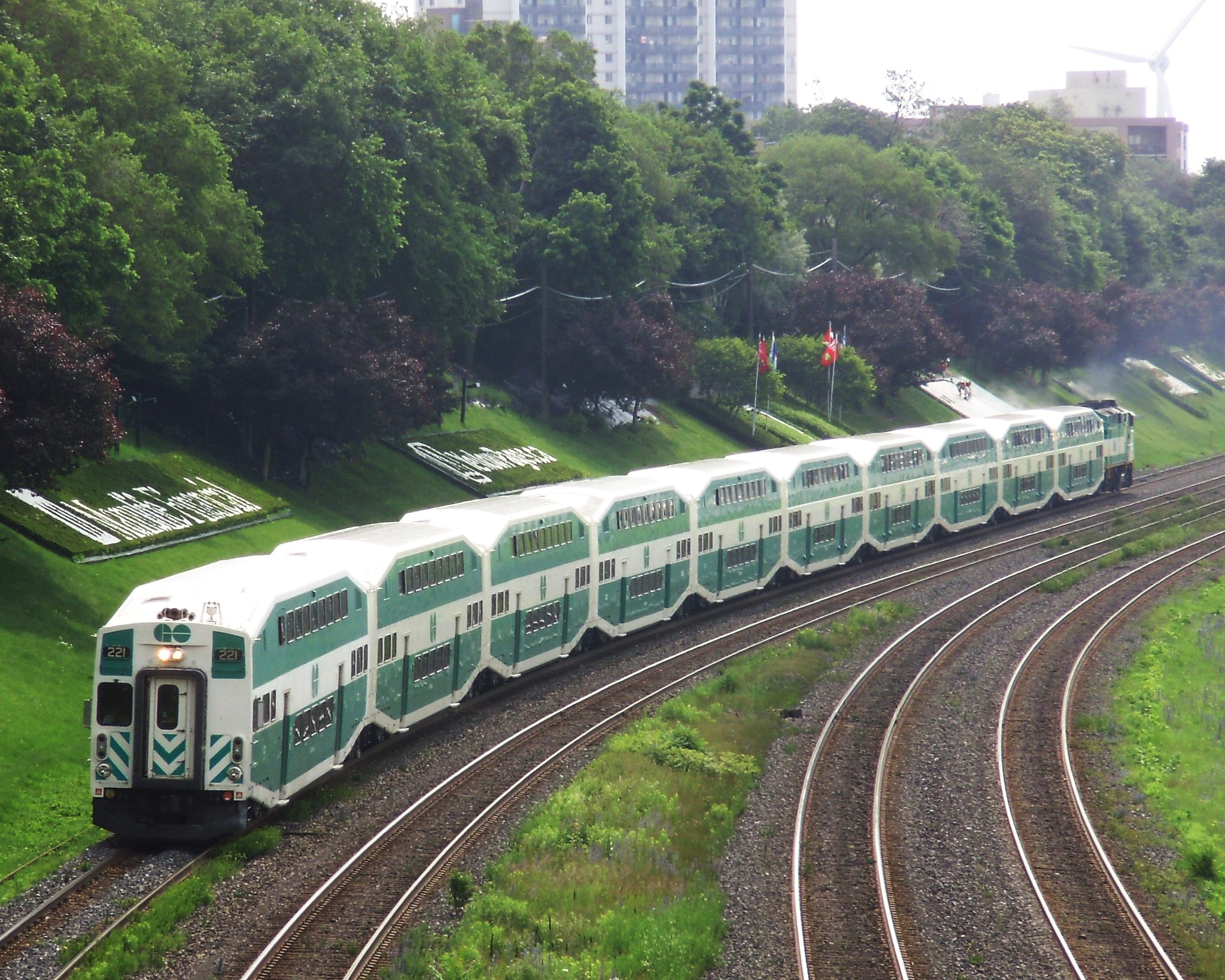
Tren de GO Transit en el corredor.

Dos compañías de trenes de cercanías, GO Transit y Exo, comparten vías con los trenes Via's Corridor. Ambas agencias son financiadas a nivel provincial e independientes de Vía.
- La línea Kitchener comparte vías con los trenes Via en toda su ruta desde la Union Station en Toronto hasta la estación Kitchener y un tramo hasta la estación de London.
- La línea Lakeshore West comparte vías con los trenes Via desde la Union Station hasta el cruce de Bayview, justo al oeste de la estación de Aldershot. La línea Lakeshore West comparte vías con los trenes Via en toda su ruta desde Toronto Union Station hasta Niagara Falls.
- La línea Lakeshore East comparte vías con los trenes Via desde la Union Station hasta Durham Junction, justo al oeste de Pickering. Entre Pickering y Oshawa, los trenes usan una línea paralela separada inmediatamente al norte de las vías CN/Via.
- La línea Mont-Saint-Hilaire comparte vías con los trenes Via en toda su ruta desde la Estación central de Montreal hasta Mont-Saint-Hilaire.
- La línea Vaudreuil-Hudson opera en el mismo corredor que los trenes Via de Dorion a Lachine, pero no comparte vías con los trenes Via. Los trenes operan en vías CPKC, mientras que los trenes Via operan en vías paralelas CN.